# 2022年8月

## 8月1日
- 美国众议院议长南希·佩洛西抵达新加坡，正式展开亚洲之行访问。[1]针对据传佩洛西可能将于北京时间8月2日晚10点30分抵达台湾进行访问，大陆方面发出警告。[2][3][4][5]
- 2022年库克群岛大选举行。[6][7]

## 8月2日
- 南希·佩洛西于台北时间8月2日晚10点许抵达台湾，為台美斷交以來繼紐特·金里奇之後第二位訪台的現任美国众议院议长。中國大陸方面表示从降落起开展一系列军事行动反制。[8][9][10]

## 8月3日
- 俄罗斯外交部长拉夫罗夫在访问时表示支持缅甸军政府“为维持稳定”采取的一切行动[11][12]，同时缅甸再次缺席于金边举行的第55届東協外长会[13][14]。

## 8月4日
- 解放军正式开始对台湾海域进行封锁和执行军事任务。[15]
- 在美國政府反對下，俄羅斯莫斯科法院裁定WNBA球員布里妮·格琳娜因為持有大麻判處9年有期徒刑[16]。
- 美國衛生及公共服務部部長哈維·貝西拉宣布將猴痘爆發列為公共衛生緊急事件[17]。

## 8月5日
- 圣基茨和尼维斯工党在2022年举行的议会选举中赢得44%的选票以及11个直选议席中的6席，重新执政。

## 8月6日
- 以色列空军以“破晓行動”为代号对加沙发动空袭造成包括1名傑哈德组织高层在内的至少11人死亡，傑哈德组织随后向以色列发射百枚火箭弹进行反击。[18]
- 中國福建省屏南縣長橋鎮逾900年歷史的木拱廊橋萬安橋起火燃燒，最終橋體燒毀坍塌[19]。
- 特伦斯·德鲁就任圣基茨和尼维斯总理。

## 8月7日
- 人道哥倫比亞總統當選人古斯塔夫·裴卓宣誓就任哥倫比亞總統，也是該國首位左派總統[20]。

## 8月8日
- 韩国遭遇八十年来最大暴雨灾害，已造成10人死亡，包括两名中国公民，另还有7人失踪[21]。
- 中国外交部召开例会回应美、澳、日联合声明的“一个中国政策”括号加注“在适用的情形下”是非法且无效的。[22]
- 英國英格蘭伯明罕亞歷山大體育場舉行2022年大英國協運動會閉幕式，澳洲代表隊贏得最多面金牌[23]。
- 美國聯邦調查局以違反《總統檔案法》為由，突襲搜查前總統唐納·川普在佛羅里達州的海湖莊園[24]。

## 8月9日
- 在巴布亞紐幾內亞舉行國會選舉後，多數派領袖詹姆斯·马拉佩再度連任巴布亞紐幾內亞總理[25]。
- 印度東南部城市清奈舉辦第四十四屆西洋棋奧林匹克，烏茲別克和烏克蘭代表隊分別贏得公開組和女子組冠軍[26]。

## 8月10日
- 西班牙皇家馬德里足球俱樂部以2比0擊敗德國法蘭克福足球俱樂部，贏得2022年歐洲超級盃冠軍[27]。

## 8月11日
- 波蘭靠近德國邊境的奧得河因為不明原因發生大規模環境污染事件，造成大量魚群等生物死亡[28]。

## 8月12日
- 因撰写《撒旦诗篇》而在33年前被伊朗最高领袖霍梅尼命令追杀的印裔作家萨尔曼·鲁西迪在美国纽约州肖托夸遇刺。[29][30]
- 黑山采蒂涅發生大規模槍擊案，造成10人死亡，其中包括2名兒童，另有6人受傷[31]。

## 8月13日
- 羅馬尼亞游泳運動員達維德·波波維奇在男子100公尺捷泳創下46秒86成績，打破塞薩爾·西埃洛的世界紀錄[32]。

## 8月14日
- 埃及吉萨一座科普特教会的教堂起火，造成41人死亡，多人受伤。[33][34]

## 8月15日
- 在选举委员会（英语：Independent Electoral and Boundaries Commission）七名委员有四人反对选举结果的情况下，威廉·鲁托在2022年肯尼亚大选（英语：2022 Kenyan general election）中当选新一任肯尼亚总统。[35]
- 国际足联以第三方施加不利影响为由暂停全印足球協會会籍，禁止其在未来举办国际足球比赛，包括原定于2022年11月举行的2022年國際足協U-17女子世界盃。[36]
- 美國電影藝術與科學學院向曾代表領取奧斯卡最佳男主角獎而遭攻擊的原住民運動者薩欽·小羽毛道歉[37]。

## 8月17日
- 以色列与土耳其宣布全面恢复外交关系[38]。
- 澳洲高等法院裁定Google无需为搜索结果中的诽谤内容超链接负法律责任[39]。
- 考古学家在西班牙南部的一处农场发现全欧洲最大的巨石阵，由500多块立石组成，历史可追溯到6000多年前[40]。

## 8月18日
- 在香港民主派初選大搜捕中被捕的47人有29人承認犯煽動顛覆國家政權罪，另有18人不認罪[41]。
- 瓦努阿图总理鲍勃·拉夫曼面临议会不信任动议辩论之际，总统尼克尼克·武罗巴拉武宣布解散议会[42]。

## 8月19日
- 上海市第一中级人民法院以犯非法吸收公众存款罪、背信运用受托财产罪、违法运用资金罪、单位行贿罪为由判处肖建华有期徒刑13年，并处罚金人民币650万元[43]。
- 美国弗吉尼亚东区联邦地区法院判处胁持杀害美国公民詹姆斯·佛利、史蒂芬·索特洛夫、彼得·卡西格、凱拉·米勒的苏丹籍伊斯兰国成员艾尔·沙菲·艾尔谢赫终身监禁[44]。
- 德國柏林警方針對巴勒斯坦總統馬哈茂德·阿巴斯提出有關以色列對巴勒斯坦人發起大屠殺的聲明展開調查[45]。
- 索馬里青年黨槍手襲擊了索馬里首都摩加迪沙的哈亞特酒店。先引爆兩枚汽車炸彈，其後槍手衝入酒店內，挾持人質並開槍打死多人。至少有21人喪生，另有117人受傷，其中15人情況危急。[46]

## 8月20日
- 莱布尼茨淡水生态和内陆渔业研究所认为奥得河大量鱼群死亡事件是由工业废水催生的小球藻（Prymnesium parvum）引发[47]。

## 8月21日
- 俄罗斯政治理论家亚历山大·杜金女儿达莉娅·杜金娜在莫斯科州奥金佐沃的一起汽车爆炸中身亡[48]。
- 日本东京涩谷发生街头砍人事件，一名53岁的母亲和19岁的女儿被15岁的女学生用菜刀砍成重伤[49]。
- 新加坡总理李显龙宣布计划废除《刑事法典》第377A节条文，不再将男男性行为视为刑事罪行[50]。
- 德國慕尼黑奧林匹克體育場舉行2022年歐洲田徑錦標賽閉幕式，德國代表隊贏得最多面金牌[51]。

## 8月23日
- 马来西亚联邦法院驳回前首相纳吉·阿都拉萨上诉，维持12年监禁及罚款2亿1000万令吉的判决，纳吉须即时入狱[52]。
- 美国以叙利亚有“伊朗相关目标”为由空袭叙利亚。[53][54][55][56]
- 图伊马莱阿利法诺（英语：Tuimalealiʻifano Vaʻaletoʻa Sualauvi II）连任萨摩亚国家元首。

## 8月24日
- 针对反对党为泰党议员就总理任期提出异议，泰国宪法法院暂停总理巴育·占奥差职务，由副总理巴威·翁素万代理[57]。

## 8月25日
- 互联网档案馆无法访问持续近10小时[58][59]。
- 2022年6月以来巴基斯坦全国多地遭遇强降雨并引发洪灾，至今已造成903人死亡，约5万人无家可归[60]。
- 安哥拉总统若昂·洛倫索在2022年安哥拉大选中胜出[61]。

## 8月27日
- 利比亚首都的黎波里爆发民兵冲突，至少23人死亡、140多人受伤[62]。

## 8月29日
- 伊拉克影響力龐大的什葉派領袖穆克塔達·薩德爾宣布退出政壇，並引發首都巴格達爆發大規模示威[63]。

## 8月30日
- 中国共产党第二十次全国代表大会召开日期定为2022年10月16日[64]。
- 苏联最后一任领导人戈尔巴乔夫去世。[65][66]

## 8月31日
- 聯合國人權事務高級專員蜜雪兒·巴切萊發表《評估新疆狀況的報告》，指新疆有嚴重侵犯人權情況，並認為虐待維吾爾族的指控可信[67]。
- 在慕尼黑慘案發生近50年後，德國政府與11名遭到殺害的以色列夏季奧林匹克運動會選手家屬達成賠償協議[68]。
- 著名法國女演員凱撒琳·丹尼芙在第79屆威尼斯影展開幕式獲頒發榮譽金獅獎[69]。